# Ватсон (Міннесота)
Ватсон (англ. Watson) — місто (англ. city) в США, в окрузі Чиппева штату Міннесота. Населення — 182 особи (2020).

## Географія
Ватсон розташований за координатами 45°0′37″ пн. ш. 95°47′59″ зх. д. / 45.01028° пн. ш. 95.79972° зх. д. (45.010234, -95.799737).  За даними Бюро перепису населення США в 2010 році місто мало площу 0,45 км², уся площа — суходіл.

## Демографія
Згідно з переписом 2010 року, у місті мешкало 205 осіб у 90 домогосподарствах у складі 50 родин. Густота населення становила 453 особи/км².  Було 102 помешкання (225/км²).
Расовий склад населення:
| - 98,5 % — білих - 1,0 % — осіб інших рас |

До двох чи більше рас належало 0,5 %. Частка іспаномовних становила 1,5 % від усіх жителів.
За віковим діапазоном населення розподілялося таким чином: 28,3 % — особи молодші 18 років, 59,0 % — особи у віці 18—64 років, 12,7 % — особи у віці 65 років та старші. Медіана віку мешканця становила 41,2 року. На 100 осіб жіночої статі у місті припадало 127,8 чоловіків;  на 100 жінок у віці від 18 років та старших — 129,7 чоловіків також старших 18 років.
Середній дохід на одне домашнє господарство  становив 44 736 доларів США (медіана — 33 750), а середній дохід на одну сім'ю — 62 284 долари (медіана — 69 375). Медіана доходів становила 38 523 долари для чоловіків та 32 639 доларів для жінок. За межею бідності перебувало 10,2 % осіб, у тому числі 0,0 % дітей у віці до 18 років та 6,1 % осіб у віці 65 років та старших.
Цивільне працевлаштоване населення становило 103 особи. Основні галузі зайнятості: освіта, охорона здоров'я та соціальна допомога — 23,3 %, транспорт — 20,4 %, виробництво — 13,6 %, мистецтво, розваги та відпочинок — 11,7 %.